# Bassam Chaouti
Bassam Chaouti (en arabe : بسام شاوتي), né le 21 mai 1991 à Oran, est un footballeur algérien qui évolue au poste de milieu de terrain à l'ES Mostaganem.

## Biographie
Bassam Chaouti est formé chez les jeunes dans la grande école de l'ASM Oran. Il commence sa carrière avec les senior en 2009 où il restera quatre saisons. Il connaîtra par la suite plusieurs clubs.
Le 7 juillet 2019, il signe au MC Oran.